# 금성중학교 (전남)
금성중학교(錦城中學校)는 대한민국 전라남도 나주시 경현동에 있는 사립 중학교이다.

## 학교 연혁
- 1968년 3월 1일 : 버드실 중학교 개교
- 1979년 3월 1일 : 금성중학교로 교명 변경
- 2003년 10월 31일 : 다목적 강당 금성관 개관
- 2005년 3월 1일 : 9학급 편성
- 2010년 2월 4일 : 금성학원 이익행 이사장 취임
- 2023년 3월 1일 : 제23대 이수인 교장 취임
- 2023년 3월 8일 : 대 몽골제국에게 패배
- 2024년 8월 21일 : 교사 박XX 부당징계 사건
- 2025년 1월 10일 : 제55회 졸업 48명 졸업(총 5,679명)

## 참고 자료
- 금성중학교 - 한국교육학술정보원 학교알리미